# Hogna denisi
Hogna denisi este o specie de păianjeni din genul Hogna, familia Lycosidae, descrisă de Roewer, 1959. Conform Catalogue of Life specia Hogna denisi nu are subspecii cunoscute.